# Campionato mondiale di scherma 1950
Il Campionato mondiale di scherma del 1950 si è svolto a Monte Carlo, nel Principato di Monaco. La competizione a squadre di fioretto femminile entra stabilmente nel programma iridato.
Sono stati assegnati 2 titoli femminili e 6 titoli maschili:
- femminile
  - fioretto individuale
  - fioretto a squadre
- maschile
  - fioretto individuale
  - fioretto a squadre
  - sciabola individuale
  - sciabola a squadre
  - spada individuale
  - spada a squadre

## Risultati

### Uomini
| Evento                          | Oro | Argento                                                                                         | Bronzo |
| Spada                           | |                                                                                                 | |
| Spada individuale (dettagli)    | Mogens Lüchow                                                                                               | Carl Forssell                                                                                   | Dario Mangiarotti                                                                                             |
| Spada a squadre (dettagli)      | Italia Giorgio Anglesio Giuseppe Delfino Edoardo Mangiarotti Dario Mangiarotti Fiorenzo Marini Carlo Pavesi | Francia René Bougnol Jéhan Buhan Henri Guérin Maurice Huet Claude Nigon Michel Pécheux          | Svezia Ingemar Bondeson Per Carleson Sven Fahlman Carl Forssell Berndt-Otto Rehbinder Nils Rydström           |
| Fioretto                        | |                                                                                                 | |
| Fioretto individuale (dettagli) | Renzo Nostini                                                                                               | Jéhan Buhan                                                                                     | Jacques Lataste                                                                                               |
| Fioretto a squadre (dettagli)   | Italia Manlio Di Rosa Edoardo Mangiarotti Alessandro Mirandoli Renzo Nostini Giorgio Pellini Saverio Ragno  | Francia René Bougnol Jéhan Buhan Christian d'Oriola Jacques Lataste Adrien Rommel Claude Netter | Egitto Osman Abdel Hafeez Salah Dessouki Roland Steinauer Hassan Hosni Tawfik Mahmoud Younes Mohamed Zulficar |
| Sciabola                        | |                                                                                                 | |
| Sciabola individuale (dettagli) | Jean Levavasseur                                                                                            | Vincenzo Pinton                                                                                 | Gastone Darè                                                                                                  |
| Sciabola a squadre (dettagli)   | Italia Gastone Darè Arturo Ferrando Roberto Ferrari Aldo Montano Vincenzo Pinton Mauro Racca                | Francia Jacques Lefèvre Jean Levavasseur Jean Parent Maurice Piot Jean-François Tournon         | Egitto Farid Abou-Shadi Salah Dessouki Mohamed Abdel Rahman Roland Steinauer Mahmoud Younes Mohamed Zulficar  |

### Donne
| Evento                          | Oro                                                                                   | Argento                                                                        | Bronzo                                                                                                  |
| Fioretto                        |                                                                                       |                                                                                | |
| Fioretto individuale (dettagli) | Ellen Preis                                                                           | Renée Garilhe                                                                  | Friedrieke Filz                                                                                         |
| Fioretto a squadre (dettagli)   | Francia Jacqueline Baudot Odette Drand Renée Garilhe Françoise Gouny Lylian Guyonneau | Danimarca Solveig Jørgensen Edith Knudsen Kate Mahaut Grete Olsen Ulla Barding | Regno Unito Elizabeth Carnegy Arbuthnott Caroline Drew Mary Glen Haig Gillian Sheen Margaret Somerville |

## Medagliere
| Posizione | Nazione     |   |   |   | Totale |
| --------- | ----------- | - | - | - | ------ |
| 1         | Italia      | 4 | 1 | 2 | 7      |
| 2         | Francia     | 2 | 5 | 1 | 8      |
| 3         | Danimarca   | 1 | 1 | 0 | 2      |
| 4         | Austria     | 1 | 0 | 1 | 2      |
| 5         | Svezia      | 0 | 1 | 1 | 2      |
| 6         | Egitto      | 0 | 0 | 2 | 2      |
| 7         | Regno Unito | 0 | 0 | 1 | 1      |
| Totale    | Totale      | 8 | 8 | 8 | 24     |